# Petter Næss

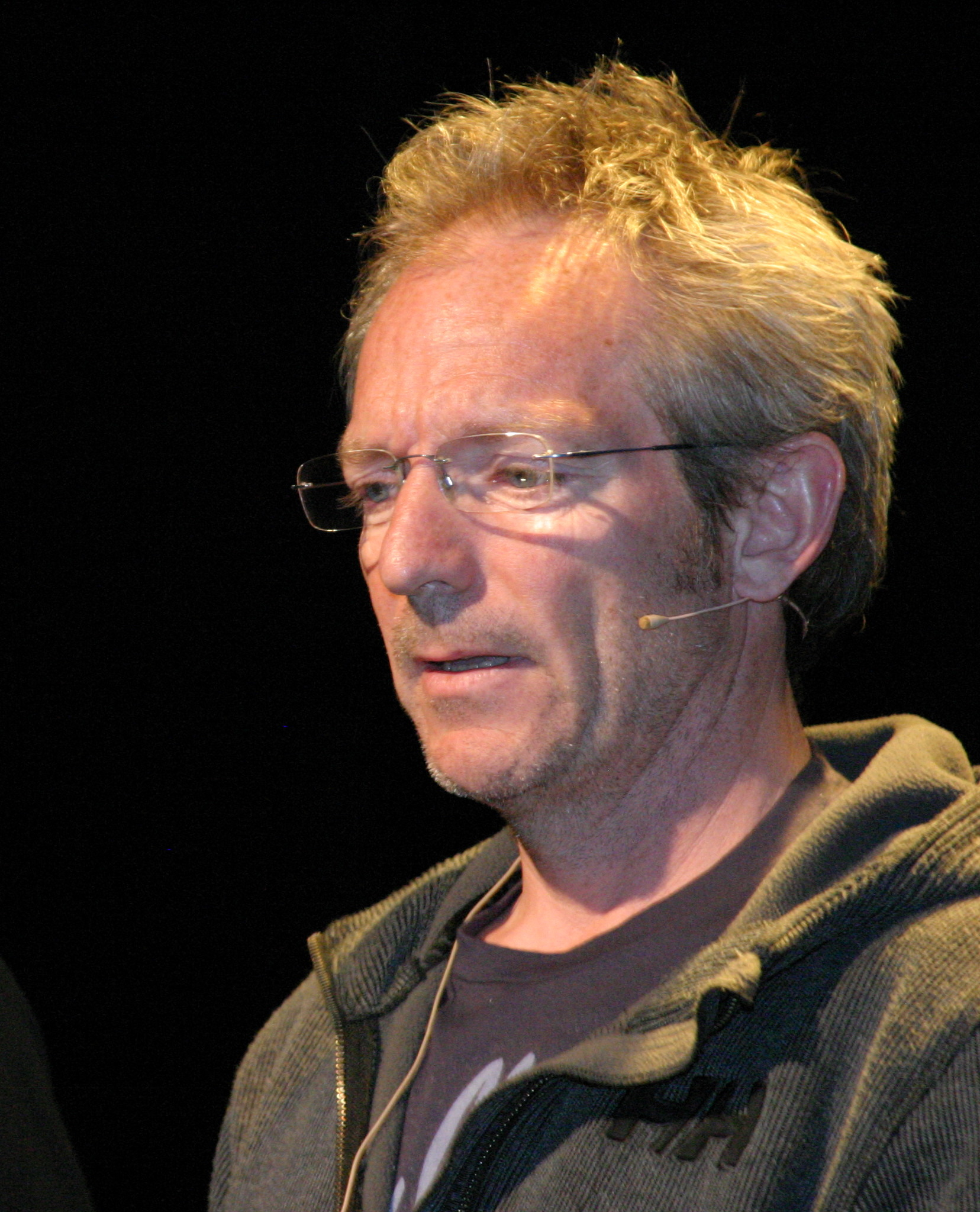
Petter Næss, 2007

Petter Næss (* 14. März 1960 in Bærum) ist ein norwegischer Regisseur, Drehbuchautor und Schauspieler.

## Leben
Næss wuchs als Sohn einer Schauspielerin und eines Bühnenbildners in Lysaker in der westlich von Oslo gelegenen Kommune Bærum auf. Nachdem er die Schulzeit am Gymnasium in Stabekk abgeschlossen hatte, war er zunächst bei den norwegischen Luftstreitkräfte tätig. In seiner Jugendzeit war er zudem Mitglied in einer Rockband.
Von 1981 bis 1986 war er als Produktionsassistent am Fjernsynsteatret angestellt. Ab 1985 arbeitete er – ohne eine Schauspielausbildung gemacht zu haben – auch als Theaterschauspieler. Es folgten zudem Engagements in Film- und Fernsehproduktionen. So war er beispielsweise 1990 im Film Døden på Oslo S und 1995 in Gefährliche Wasser zu sehen. Im Jahr 1996 wurde er Projektmanager am Centralteatret und am Oslo Nye Teater. Dort war er für die Gründung der Caféscenen verantwortlich.
Gegen Ende der 1990er-Jahre wurde er hauptsächlich als Regisseur tätig. So war er 1999 als Regisseur für die Theateraufführung Elling og Kjell Bjarne verantwortlich. Im selben Jahr gab er mit Absolutt blåmandag sein Debüt als Filmregisseur. Es folgte im Jahr 2001 der Film Elling, basierend auf einem Roman von Ingvar Ambjørnsen, den er zuvor bereits fürs Theater adaptierte. Der Film wurde 2002 in der Kategorie „Bester fremdsprachiger Film“ für einen Oscar nominiert. Sein im Jahr 2004 erschienener Film Bare Bea wurde beim Amanda-Filmpreis im Jahr 2004 als bester Kinder- und Jugendfilm ausgezeichnet. Er drehte auch zahlreiche andere Filme wie Mozart und der Wal und Hoppet.
Ab 2018 war er als Regisseur in der norwegischen Fernsehserie State of Happiness tätig. Dafür erhielt er im Jahr 2019 beim norwegischen Fernsehpreis Gullruten gemeinsam mit Pål Jackman die Auszeichnung in der Kategorie „Beste Regie, TV-Drama“. Auch 2022 wurde er dort für seine Arbeit als Regisseur der Serie ausgezeichnet.

## Auszeichnungen
- 2019: Gullruten, Kategorie „Beste Regie, TV-Drama“ (für State of Happiness, gemeinsam mit Pål Jackman)[4]
- 2022: Gullruten, Kategorie „Beste Regie, TV-Drama“ (für State of Happiness)[5]

## Filmografie (Auswahl)

### Darsteller
- 1990: Døden på Oslo S
- 1991: RC II
- 1995: Gefährliche Wasser
- 1998: Operasjon popcorn
- 2008: Max Manus
- 2016: Mammon (Fernsehserie, 4 Folgen)
- 2020: Livstid (Fernsehserie, 1 Folge)
- 2021: Ingenting å le av
- 2021: State of Happiness (Fernsehserie, 1 Folge)
- 2022: Pörni (Fernsehserie, 3 Folgen)

### Regisseur
- 1999: Absolutt blåmandag
- 2001: Elling
- 2004: Bare Bea
- 2005: Mozart und der Wal
- 2005: Elsk meg i morgen
- 2007: Hoppet – Der große Sprung ins Glück
- 2007: Tatt av kvinnen
- 2010: Maskeblomstfamilien
- 2012: Into the White
- 2016: Meglerne (Fernsehserie, 2 Folgen)
- 2018–2024: State of Happiness (Fernsehserie, 24 Folgen)
- 2021: Ingenting å le av
- 2022: Pörni (Fernsehserie, 6 Folgen)